# Ateuchus robustus
Ateuchus robustus là một loài bọ cánh cứng trong họ Bọ hung (Scarabaeidae).